# Svensexan
Svensexan (engelska: Bachelor Party) är en amerikansk komedi från 1984 i regi av Neal Israel. I huvudrollerna ses Tom Hanks, Adrian Zmed, William Tepper och Tawny Kitaen.

## Handling
Busschauffören Rick Gasko (Tom Hanks) är förlovad med den rika tjejen Debbie Thompson (Tawny Kitaen), vilket inte är helt problemfritt. Debbies pappa (George Grizzard) tycker att Rick är en förlorare. 
För att se hurudan Rick egentligen är klär Debbie och hennes vänner ut sig till prostituerade och planerar delta i Ricks svensexa.

## Rollista i urval
- Tom Hanks - Richard Ernesto "Rick" Gassko
- Tawny Kitaen - Deborah Julie "Debbie" Thompson
- Adrian Zmed - Jay O'Neill
- George Grizzard - Ed Thompson
- Barbara Stuart - Mrs. Thompson
- Robert Prescott - Cole Whittier
- William Tepper - Dr. Stanley "Stan" Gassko
- Wendie Jo Sperber - Dr. Tina Gassko
- Barry Diamond - Rudy
- Tracy Smith - Bobbi
- Gary Grossman - Gary
- Michael Dudikoff - Ryko
- Gerard Prendergast - Mike
- Deborah Harmon - Ilene
- Kenneth Kimmins - Parkview Hotel Manager
- Rosanne Katon - prostituerad på möhippa
- Christopher Morley - She-Tim
- Brett Baxter Clark - Nick
- Monique Gabrielle - Tracey
- Angela Aames - Mrs. Klupner, Baby Picture kund
- Hugh McPhillips - Fader O'Donnell
- Billy Beck - patient
- Milt Kogan - restauranggäst
- Pat Proft - Screaming Man (Newlywed)
- Tad Horino - Japansk affärsman
- Brett Baxter Clark - Nick the Dick